# Gostinopolje (przystanek kolejowy)
Gostinopolje (ros. Гостинополье) – przystanek kolejowy w miejscowości Gostinopolje, w rejonie wołchowskim, w obwodzie leningradzkim, w Rosji. Położony jest na linii Wołchow – Czudowo.
Dawniej stacja kolejowa.